# Raigarh (huyện)
Huyện Raigarh là một huyện thuộc bang Chhattisgarh, Ấn Độ. Thủ phủ huyện Raigarh đóng ở Raigarh. Huyện Raigarh có diện tích 7068 ki lô mét vuông. Đến thời điểm năm 2001, huyện Raigarh có dân số 1265084 người.